# Kumihodjon
A Kumihodjon (hangul: 구미호뎐, RR: Gumihodyeon), angol címén Tale of the Nine Tailed, 2020-ban bemutatott koreai dorama, melyet a tvN csatorna tűzött műsorra I Donguk (Lee Dong-uk), Cso Boa (Jo Bo-a) és Kim Bom (Kim Beom) főszereplésével.

## Cselekmény
I Jon (Lee Yeon) hatalmas erővel rendelkező, 1600 éves természetfeletti lény, kumiho (gumiho), aki egykoron a Pektutegan (Baekdudaegan) hegység védőistensége volt, ám szerelmes lett egy halandó lányba, Aum (A-eum)ba, akinek halálakor lemondott pozíciójáról, és Tharipha (Taluipa), a holt lelkek átkeléséért felelős istennő szolgálatába állt, cserébe azért, hogy kedvese újjászülethessen. Feladata így az, hogy az embereket bántó természetfeletti lényeket vadássza, míg kedvese nem reinkarnálódik. Egyik feladatának elvégzése során találkozik a minden lében kanál televíziós producerrel, Dzsiával (Jiával), aki mindenáron a természetfelettit kutatja, mióta szülei egy különös balesetben meghaltak és testük eltűnt. Dzsia (Jia) hamar rájön, hogy Jon (Yeon) kumiho (gumiho), és körmönfont módon ráveszi a férfit, hogy segítsen megtalálni a szüleit. Közben Jon (Yeon) öccse, Rang bosszút forral a testvére ellen, mert őt hibáztatja, hogy tönkrement az élete. A bosszúszomjas Rang veszélyes lényeket szabadít a világra.

## Szereplők
- I Donguk (Lee Dong-uk) mint I Jon (Lee Yeon), kumiho (gumiho)
- Cso Boa (Jo Bo-a) mint Nam Dzsia (Aum, Nam Ji-a / A-eum), tévéproducer
  - Pak Tajon (Park Da-yeon) mint gyermek Dzsia / Aum (Ji-a / A-eum)
- Kim Bom (Kim Beom) mint I Rang (Lee Rang), Jon (Yeon) öccse, alakváltó kumiho (gumiho)
- Hvang Hi (Hwang Hui) mint Ku Sindzsu (Gu Shin-ju), állatorvos, kumiho (gumiho)